# Hầu tước xứ Northampton

Huy hiệu của Hầu tước xứ Northampton

Hầu tước xứ Northampton (tiếng Anh: Marquess of Northampton) là một tước hiệu đã được tạo ra hai lần, lần đầu tiên trong Đẳng cấp quý tộc Anh (1547), lần thứ hai trong Đẳng cấp quý tộc Vương quốc Liên hiệp Anh (1812). Người hiện đang nắm giữ tước hiệu này là Spencer Compton, Hầu tước thứ 7 xứ Northampton.

## Tước hiệu đầu tiên
Tước hiệu Hầu tước xứ Northampton được tạo ra lần đầu tiên trong Đẳng cấp quý tộc Anh vào năm 1547 để trao cho William Parr, anh trai của Catherine Parr, người vợ thứ sáu và cũng là người vợ cuối cùng của Vua Henry VIII. Tước hiệu này đã bị hủy bỏ vào năm 1554 sau khi Nữ hoàng Mary lên ngôi nhưng được Nữ hoàng Elizabeth I khôi phục vào năm 1559. Sau cái chết của Parr vào năm 1571, tước hiệu này đã biến mất.

## Tước hiệu thứ hai
Tước hiệu này chủ yếu gắn liền với gia tộc Compton. Gia đình này là hậu duệ của Henry Compton, người vào năm 1572 được triệu tập đến Viện Quý tộc với tư cách là Nam tước xứ Compton, của Compton ở Hạt Warwick. Tước hiệu này là trong Đẳng cấp quý tộc Anh. Lãnh chúa Compton sau này là một trong những quý tộc trong phiên tòa xét xử Mary, Nữ vương xứ Scot. Ông được kế vị bởi con trai mình, Nam tước thứ hai. Ông từng là Chủ tịch Lãnh chúa xứ Marches, Dominion xứ Wales và cũng là Lord Lieutenant xứ Warwickshire. Năm 1618, ông được phong làm Bá tước xứ Northampton trong Đẳng cấp quý tộc Anh.
Con trai của ông, Bá tước thứ hai, là người ủng hộ Vua James I và từng là "Master of the Robes" cho Charles, Thân vương xứ Wales (sau này là Vua Charles I). Ông đã chiến đấu trong Nội chiến Anh và bị giết trong Trận Hopton Heath năm 1643. Ông được kế vị bởi con trai mình, Bá tước thứ ba. Ông cũng đã chiến đấu với tư cách là một người Bảo hoàng trong Nội chiến và đáng chú ý là chỉ huy kỵ binh trong Trận Newbury thứ nhất vào năm 1643. Lãnh chúa Northampton cũng là Lord Lieutenant xứ Warwickshire và "Constable of the Tower of London". Con trai cả của ông, Bá tước thứ tư, cũng từng là "Constable of the Tower of London"' và là Lord Lieutenant xứ Warwickshire.